# Ułaszkowce (gmina)
Ułaszkowce – dawna gmina wiejska w powiecie czortkowskim województwa tarnopolskiego II Rzeczypospolitej. Siedzibą gminy były Ułaszkowce.
Gminę utworzono 1 sierpnia 1934 r. w ramach reformy na podstawie ustawy scaleniowej z dotychczasowych gmin wiejskich: Kapuścińce, Milowce, Rosochacz, Sosolówka, Ułaszkowce i Zabłotówka.
Od września 1939 do lipca 1941 gmina znajdowała się pod okupacją ZSRR, a 1 sierpnia 1941 weszła w skład Generalnego Gubernatorstwa i nowo utworzonego dystryktu Galicja. Gmina przynależała odtąd do powiatu czortkowskiego (Kreishauptmannschaft Czortków). W 1943 roku gmina składała się z sześciu gromad (Kapuścińce, Milowce, Rosochacz, Sosolówka, Ułaszkowce i Zabłotówka) i liczyła 9175 mieszkańców.
Po II wojnie światowej obszar gminy znalazł się w ZSRR.